# Луиза Мария Орлеанская
Луиза Мария Тереза Шарлотта Изабелла Орлеанская (фр. Louise Marie Thérèse Charlotte Isabelle d’Orléans; 3 апреля 1812[…], Палермо — 11 октября 1850[…], Остенде, Западная Фландрия) — первая королева Бельгии, супруга короля Леопольда I, урождённая принцесса Орлеанская.

## Биография
Старшая дочь и второй ребенок короля Франции Луи-Филиппа I и его жены Марии-Амалии Неаполитанской. По отцу она приходилась внучкой Филиппу Эгалите, а по матери — королю Обеих Сицилий Фердинанду I.
В детстве получила буржуазное образование благодаря усилиям матери и тетки, Аделаиды Орлеанской, с которой была очень близка. Аббат Гийон преподавал ей религию, Жюль Мишле — историю, а Пьер-Жозеф Редуте — живопись. 

В Компьенском дворце 9 августа 1832 года Луиза вышла замуж за бельгийского короля Леопольда I. Брак этот был чисто политическим — только на этих условиях её отец согласился признать за Леопольдом бельгийскую корону. Свадебные торжества в Париже длились восемь дней, после чего королевская чета прибыла в Брюссель. По словам Леопольда I, его жена имела
волосы очень светлые, глаза светло-голубые, в которых светился ум и доброта, бурбоновский нос и маленький рот. Она очень хорошо держалась в седле и у неё было множество талантов. Она замечательно танцевала и играла на арфе. Всегда действовала согласно своим принципам. Ценила доброту, достоинство и мужество больше, чем красоту, богатство и развлечения. Кроме того, она была очень образована и очень воспитана, говорила и писала по-английски, по-немецки и по-итальянски.
Для мужа Луиза была скорее хорошей подругой, чем любимой супругой. Леопольд не смог забыть свою первую супругу — Шарлотту Уэльскую, а с 1844 года состоял в связи с Аркадией Мейер (1826—1897). Тем не менее в их браке было четверо детей:
- Луи-Филипп (1833—1834);
- Леопольд (1835—1909), следующий король Бельгии Леопольд II;
- Филипп (1837—1905), граф Фландрский;
- Шарлотта (1840—1927), вышла замуж за мексиканского императора Максимилиана I.

Луиза умерла от туберкулёза лёгких в возрасте 38 лет 11 октября 1850 года, в окружении своей матери, мужа и детей. В соответствии со своим пожеланием, была похоронена в склепе церкви Девы Марии при Лакенском дворце.

## Титулы
- 3 апреля 1812 — 9 августа 1830 — Её Светлость Принцесса Орлеанская
- 9 августа 1830 — 9 августа 1832 — Её Королевское Высочество Принцесса Франции
- 9 августа 1832 — 11 октября 1850 — Её Величество Королева бельгийцев